# Model HERMIN
Model HERMIN – jeden z modeli makroekonomicznych służących w szczególności do modelowania efektu wywieranego przez fundusze strukturalne na podstawowe wskaźniki makroekonomiczne w krajach akcesyjnych.

## O modelu
Głównym celem makroekonomicznych modeli HERMIN jest kwantyfikacja efektów gospodarczych osiąganych poprzez wdrażanie do systemu gospodarczego środków finansowych (tzw. „szoki finansowe”) m.in. w formie transferów z Unii Europejskiej. Metodologia HERMIN może być także wykorzystywana w celu konstrukcji prognoz o charakterze forecast, jak i foresight pozwalających na stworzenie wariantowych scenariuszy rozwoju kraju/regionu.
Makroekonomiczne modele HERMIN stanowią ważne narzędzie badawcze stosowane w Unii Europejskiej. Obok takich modeli jak QUEST, czy REMI metodologia HERMIN spełnia wymogi Komisji Europejskiej i jest stosowana przez tę instytucję jako narzędzie pozwalające oszacować wpływ polityki spójności na rozwój społeczno-gospodarczy rozpatrywany poprzez pryzmat szeregu wskaźników makroekonomicznych. Badania przy zastosowaniu metodologii HERMIN prowadzone są zarówno na poziomie krajowym (modele dla wszystkich państw UE funkcjonują w ramach systemu CSHM – Cohesion System of HERMIN Models), jak i wybranych regionów (m.in. Mezzogiorno, polskie województwa).
W Polsce modele HERMIN (www.hermin.pl) znalazły szerokie zastosowanie w badaniach ewaluacyjnych poświęconych wpływowi środków unijnych (m.in. w ramach NPR, NSRO, w tym RPO) na rozwój społeczno-gospodarczy kraju jako całości jak i poszczególnych województw. Efekty w zakresie oddziaływania polityki spójności na polskie regiony oszacowane przez Wrocławską Agencję Rozwoju Regionalnego (WARR) przy użyciu modeli HERMIN zostały zaprezentowane m.in. w V Raporcie Kohezyjnym Unii Europejskiej stanowiącym istotne źródło informacji o unijnej polityce regionalnej. Interesującym badaniem przeprowadzonym przy zastosowaniu modeli HERMIN było określenie oddziaływania funduszy unijnych przekazywanych do państw Europy Środkowowschodniej na rozwój gospodarczy państw członkowskich UE będących płatnikami netto.

## Historia polskiej adaptacji modelu HERMIN
Metodologia HERMIN powstała na bazie wielosektorowego modelu HERMES, opracowywanego dla Komisji Europejskiej we wczesnych latach 80. Model HERMIN został pierwotnie zbudowany przez dr Johna Bradleya z Instytutu Badań Społeczno-Ekonomicznych i zaimplementowany w Irlandii w 1989 roku w celu analizy gospodarki tego kraju. W związku z faktem, iż konstrukcja modelu umożliwia ewaluację wpływu funduszy pomocowych UE na procesy gospodarcze, metodologia HERMIN została wykorzystana w kolejnych krajach,zarówno członkowskich, jak i kandydujących do UE, w tym m.in. w Polsce.
Pierwsza wersja modelu dla Polski została stworzona w 2002 r. przez zespół Wrocławskiej Agencji Rozwoju Regionalnego pod kierunkiem prof. dra hab. J. Zaleskiego przy współpracy z dr. J. Bradleyem. Dokonanie adaptacji modelu HERMIN dla polskiej gospodarki jako całości, stanowiło punkt wyjścia do prac nad doskonaleniem i rozbudowywaniem tego narzędzia badawczego W latach 2004–2005, zespół pracowników Wrocławskiej Agencji Rozwoju Regionalnego wraz z dr. J. Bradleyem, przy współpracy ekspertów Akademii Ekonomicznej w Krakowie i Regionalnej Izby Obrachunkowej we Wrocławiu, przygotował 16 niezależnych regionalnych modeli HERMIN dla polskich województw.
Były to pierwsze modele analizy rozwoju gospodarczego wszystkich polskich województw. Miały one pionierski i w dużej mierze eksperymentalny charakter.

## Słabość regionalnych modeli HERMIN pierwszej generacji
Ze względu na stricte prototypowy charakter, regionalne modele HERMIN pierwszej generacji można określać jako „pre-herminowskie”. Są to modele dużym poziomie uproszczeń nie uwzględniające wielu istotnych aspektów specyfiki poszczególnych regionów, przez co nie dające miarodajnych wyników. Do ich największych wad należy m.in.:
- uwzględnianie tylko 4 sektorów gospodarczych bez wyodrębnienia budownictwa, co wydatnie zniekształca wyniki symulacji;
- kwalifikowanie górnictwa i kopalnictwa oraz wytwarzania energii elektrycznej, gazu, pary wodnej czy dostawy wody do sektora usług rynkowych;
- brak uwzględniania głównych partnerów handlowych województw;
- brak uwzględnienia oddziaływania nakładów w zakresie B+R na gospodarki regionalne.

W związku z powyższym wspomniane modele stanowiły bazę wyjściową do dalszych prac nad doskonaleniem metodologii HERMIN wdrażanej na poziomie regionalnym. W wyniku prac prowadzonych przez Wrocławską Agencję Rozwoju Regionalnego przy współpracy z dr J. Bradleyem, w 2010 r. powstały regionalne modele HERMIN II generacji.

## Regionalne modele HERMIN drugiej generacji
Stworzone przez Wrocławską Agencję Rozwoju Regionalnego modele HERMIN drugiej generacji, w stosunku do uproszczonych modeli z 2005 roku, są narzędziami 5 – sektorowymi (przemysł, usługi rynkowe i nierynkowe, budownictwo i rolnictwo). Ponadto, w zmodyfikowanej wersji zostały wprowadzone m.in. następujące zmiany:
- górnictwo i kopalnictwo jest obecnie traktowane jako część przemysłu a nie jak pierwotnie w modelach typu HERMIN sektor ten był częścią usług rynkowych;
- submodel demograficzny;
- uwzględnienie specyfiki regionalnej w obliczeniach deflatorów WDB[14]
- uwzględnienie odrębnego oddziaływania na gospodarkę regionu wydatków w ramach B+R;
- uwzględnienie rzeczywistego koszyka krajów-głównych partnerów handlowych województwa;
- modyfikacja mechanizmu wyliczania dochodów pierwotnych brutto oraz dochodów do dyspozycji brutto sektora gospodarstw domowych w celu ich zgodności z rachunkami regionalnymi;
- uwzględnienie efektu przekładania się zmian czynników zewnętrznych na krajowe indeksy cen;
- modyfikacja modułu modelu związanego z zasobami środków trwałych w sektorze usług nierynkowych i ich amortyzacją w celu uwzględnienia specyfiki poszczególnych regionów.

## Konstrukcja modeli
Metdologia HERMIN została opisana w sposób szczegółowy i zgodny z kanonami debaty akademickiej w piśmiennictwie naukowym. Niezmienną cechą metodologii HERMIN jest łączenie elementów modeli neokeynesowskich (zorientowanych na popytową stronę gospodarki) z elementami charakterystycznymi dla szkoły neoklasycznej, uwidaczniającymi się m.in. w uwzględnieniu konkurencyjności jako determinanty rozwoju gospodarczego. Należy podkreślić, iż wspomniane podstawy teoretyczne powiązane są z wykorzystaniem danych empirycznych w postaci szeregów czasowych, co pozwala na uzyskanie korzystnego kompromisu pomiędzy nadmiernie uproszczonym podejściem teoretycznym a odzwierciedleniem rzeczywistych procesów gospodarczych i możliwości ich ewoluowania w czasie. Modele typu HERMIN – zarówno o charakterze krajowym, jak i regionalnym – składają się z kilkudziesięciu równań behawioralnych, których parametry podlegają procesowi kalibracji. Pozostałą część stanowią równania o charakterze tożsamościowym. Niezwykle ważną rolę w skutecznym zastosowaniu metodologii HERMIN przesądzającą o wiarygodności wyników przeprowadzanych symulacji jest dogłębna wiedza ekspercka badacza dotycząca analizowanego kraju, czy też regionu (wykorzystywana m.in. w trakcie procesu kalibracji oraz projekcji tendencji społeczno-gospodarczych).Równania modeli HERMIN można pogrupować w trzy główne bloki: (A) blok podażowy, (B) blok absorpcji oraz (C) blok dystrybucji dochodów.